# Coventya
Coventya mit Sitz in Clichy bei Paris ist ein Hersteller von Spezialchemikalien für die Galvanotechnik, Oberflächenveredelung und Reibwertkontrolle. Oberflächenveredelung wird z. B. in der Automobilindustrie, Modebranche, Luxusgüter, Elektronik oder der Ölindustrie eingesetzt. Coventya gehört seit 2021 zum Unternehmen Element Solutions und ist dort Teil der Tochtergesellschaft MacDermid Enthone.
Coventya ist mit Produktionsstandorten in Deutschland, Italien, Großbritannien, Türkei, Indien, China, Südkorea, USA, Mexiko und Brasilien vertreten.

## Aktivitäten
Coventya entwickelt, produziert und vertreibt Additive für:
- Korrosionsschutz – Zink- und Zinklegierungen, Passivierungen auf der Basis von dreiwertigem Chrom, Sealer und Top-Coats.
- Dekoration – Kupfer-, Nickel- und Chrombeschichtungen sowie deren Legierungen
- Funktional – Chemisch Nickel[3] und Hartchrom
- Edelmetalle – Umfassende Palette von Verfahren für Gold, Silber, Platinmetalle sowie deren Legierungen
- Vorbehandlung – Reinigung und Aktivierung von Oberflächen vor der Veredlung

Hauptanwender sind die Lohngalvaniken, die als Dienstleister für die Automobil-, Bau- und Sanitärindustrie fungieren. Weiteren Absatz finden die Produkte in der Mode- und Luxusgüterherstellung, der Elektronik- und Ölindustrie.
Der größte Wettbewerber von Coventya ist MacDermid Performance Solutions.

## Geschichte
Die Coventya Gruppe geht zurück auf die Firma Société Continentale Parker, welche im Jahr 1927 von den Luftfahrtpionieren Robert Deté, Enea Bossi, Louis Paulhan und Pierre Prier gegründet worden war. Ausschlaggebend war eine Lizenz der Firma Parker, Chicago, mit der der Einstieg in die Phosphatierung gelang. Durch Abschluss eines Vertriebsabkommens mit der US-Firma Udylite wurde das Spektrum um die Galvanotechnik erweitert.
Im Jahr 1965 übernahm die Metallgesellschaft in Frankfurt/Main die Mehrheit an der Société Continentale Parker und führte sie als Beteiligung in ihrer Spezialitätenchemietochter Chemetall. Standen zunächst die benachbarten Regionen wie Benelux und Spanien im Vordergrund, erfolgte ab 1988 eine forcierte Politik des externen Wachstums in europäische Galvanotechnikmärkte:
- Barattini, Italien (1989)[7]
- Polar, Italien (1993)[8]
- TECS, Frankreich (1994)[9]
- Pelidag, Frankreich (1995)[10]
- Weiland, Deutschland (1996)[11]

Die daraus resultierende Namensvielfalt wurde im Jahr 1998 durch Umbenennung in Chemetall Plating Technologies beseitigt.
Die börsennotierte Metallgesellschaft geriet 1993 durch Fehlspekulationen im Ölgeschäft in erhebliche wirtschaftliche Schwierigkeiten, von denen sie sich nie wieder vollständig erholte. Indirekt führten diese dazu, dass sich Chemetall im Jahr 2000 vom Galvanotechnikgeschäft trennte und letzteres unter dem Namen Coventya herausgelöst und an einen Finanzinvestor veräußert wurde.
Die Internationalisierung des Unternehmens wurde in den Folgejahren durch weitere Akquisitionen oder Neugründungen fortgesetzt:
- Folke-Stigen, Schweden (2001)[13]
- McGean Rohco Mexico (2002)[14]
- CGT/Auromet, Italien (2002)[15]
- CGL Quimica, Brasilien (2003)[16]
- Sirius Technologies, USA (2004)[17]
- Coventya (Suzhou) Chemicals, China, 2006[18]
- Taskem, USA (2007)[17]
- Palojoki, Finnland (2008)
- Galvanotechnikaktivitäten der Chemetall-Rai, Indien (2011)
- Molecular Technologies, UK (2012)

Dieser Aufbau einer weltweiten Serviceinfrastruktur wurde notwendig aufgrund der Erwartungen der Automobilindustrie, die ihrerseits globalisiert und entsprechende Schritte ihrer strategischen Lieferanten erwartet.
Im Juni 2021 wurde bekanntgegeben, dass Element Solutions über seine Tochtergesellschaft MacDermid Ethone die Gesellschaft übernehmen wird. Im September desselben Jahres wurde die Übernahme abgeschlossen.

## Eigentumsverhältnisse
Nach Übernahme der Société Continentale Parker durch die in Frankfurt ansässige Metallgesellschaft im Jahr 1965 war das Geschäft in der 1982 ausgegliederten Chemetall GmbH angesiedelt. Letztere war auf das Geschäft mit Fein- und Spezialitätenchemikalien fokussiert. Nach der Übernahme der Dynamit Nobel AG im Jahr 1992 bündelte die Metallgesellschaft alle Chemieaktivitäten in ihrer neuen Tochtergesellschaft.
Im Jahr 2000 trennte sich die Chemetall vom Galvanotechnikgeschäft in Form eines Management-Buy-outs, welcher vom Spartenmanagement und Quadriga Capital in Frankfurt finanziert wurde. In der Folge wurde ein signifikanter Anteil der Mitarbeiter Teilhaber von Coventya. Nach dem Ausscheiden des Investors im Jahr 2006 übernahm der zur französischen Bank Natixis gehörenden Investmentfonds iXEN die Anteilsmehrheit, welche er im Jahr 2011 an Barclays Private Equity France (heute Equistone Partners Europe) abgab. Das Geschäft wird über die Holding Compagnie Internationale de Galvanoplastie (CIGAL) mit dem Geschäftssitz in Clichy bei Paris geführt.

## Standorte
Coventya ist weltweit vertreten und betreibt sechs F&E-Standorte in Europa und den USA.
- Gütersloh, Deutschland[24]
- Villorba, Italien[25]
- Agliana, Italien[26]
- Wolverhampton, UK
- Cleveland, USA[27]
- Mexiko-Stadt[28]
- Caxias do Sul, Brasilien[29]
- Suzhou, China[30]
- Pune, Indien

Darüber betreibt die Gruppe Servicestandorte in über 40 Ländern.